# Список депутатов Верховного Совета БАССР 7-го созыва
Депутаты Верховного Совета БАССР седьмого созыва (255 депутатов) избирались на четырехлетний срок (1967—1971).
Верховный Совет Башкирской АССР был образован согласно Конституции БАССР 1937 года. Верховный Совет Башкирской АССР является высшим органом государственной власти в Башкирской АССР, правомочным решать все вопросы, отнесенные Конституцией СССР, Конституцией РСФСР и Конституцией Башкирской АССР к ведению Башкирской АССР. Деятельность Верховного Совета Башкирской АССР основывается на коллективном, свободном, деловом обсуждении и решении вопросов, гласности, регулярной отчетности перед Верховным Советом Башкирской АССР создаваемых им органов, широком привлечении граждан к управлению государственными и общественными делами, постоянном учете общественного мнения.
Осуществление Верховным Советом Башкирской АССР своих полномочий строится на основе активного участия в его работе каждого депутата Верховного Совета Башкирской АССР. Депутат осуществляет свои полномочия, не порывая с производственной или служебной деятельностью.
До 1970-х годов Верховный Совет Башкирской АССР размещался по адресу: БАССР, г. Уфа, ул. Пушкина, д. 106.
Список депутатов Верховного Совета БАССР седьмого созыва:
- Исмагилов,  Загир Гарипович, Председатель Верховного Совета БАССР, Октябрьский избирательный округ № 14, Кировский район, г. Уфа
- Калева,  Фаина Ивановна, заместитель Председателя Верховного Совета БАССР, Горьковский избирательный округ № 27, Орджоникидзевский район, г. Уфа
- Хазиев,  Мусагит Нуриевич, заместитель Председателя Верховного Совета БАССР, Старокандринский избирательный округ № 223, Туймазинский район, г. Уфа
- Абдрахманов,  Барей Абдрахманович, Дмитриевский избирательный округ № 226, Уфимский район
- Абдуллина, Хатифа Хаернасовна, Таймасовский избирательный округ № 194, Кумертауский район
- Абдульманова,  Марзия Мугтасимовна, Ленинский избирательный округ № 23, Ленинский район, г. Уфа
- Абубакирова,  Фаузия Ахметсагитовна, Федоровский избирательный округ № 232, Фёдоровский район
- Акназаров,  Зекерия Шарафутдинович, Прибельский избирательный округ № 186, Кармаскалинский район
- Алексеев,  Владимир Алексеевич, Советский избирательный округ № 16, Кировский район, г. Уфа
- Аллаяров,  Газим Закирович, Надеждинский избирательный округ № 122, Белебеевский район
- Аминев,  Ахмет Гатаевич, Ангасякский избирательный округ № 157, Дюртюлинский район
- Аминева,  Флюра Миргалиевна, Ямадинский избирательный округ № 246, Янаульский район
- Ардеев,  Агзам Фархулисламович, Заводской избирательный округ № 51, г. Белорецк
- Асадуллин,  Рамиль Хамитович, Шингак-Кульский избирательный округ № 241, Чишминский район
- Асадуллина Анна Федоровна, Иглинский избирательный округ № 167, Иглинский район
- Афридонов,  Мидхат Вафиевич, Октябрьский избирательный округ № 71, г. Октябрьский
- Ахмерова,  Файхуна Гариповна, Бураевский избирательный округ № 144, Бураевский район
- Ахметзянов,  Ахмет Каримович, Авзянский избирательный округ № 127, Белорецкий район
- Ахунзянов,  Тагир Исмагилович, Кушнаренковский избирательный округ № 195, Кушнаренковский район
- Ахунова,  Насиля Валиевна, Шариповский избирательный округ № 197, Кушнаренковский район
- Бадретдинова,  Миннехазяр Камаевна, Старо-Туймазинский избирательный округ № 224, Туймазинский район
- Баймурзина, Мавхада Абдулнасыровна, Бурзянский избирательный округ № 147, Бурзянский район
- Байрушин,  Михаил Александрович, Благовещенский городской избирательный округ № 138, Благовещенский район
- Бакиев,  Мухамет Габидуллович, Арслановский избирательный округ № 187, Кигинский район
- Бакиева,  Магзиля Закировна, Кармаскалинский избирательный округ № 185, Кармаскалинский район
- Барбазюк Павел Григорьевич, Трунтаишевский избирательный округ № 102, Альшеевский район
- Батанов,  Николай Яковлевич, Карламанский избирательный округ № 184, Кармаскалинский район
- Батталов,  Марат Салахович, Мраковский избирательный округ № 190, Кугарчинский район
- Башаров,  Фидаи Шарифьянович, Буздякский избирательный округ № 141, Буздякский район
- Баязитова,  Зиннура Нурлыгаяновна, Асяновский избирательный округ № 158, Дюртюлинский район
- Безрукова,  Мария Трофимовна, Абзановский избирательный округ № 161, Зианчуринский район
- Бикбов,  Сарвай Шайбакович, Комсомольский избирательный округ № 8, Калининский район, г. Уфа
- Богданова,  Галина Михайловна, Дмитровский избирательный округ № 4, Калининский район, г. Уфа
- Бородин,  Леонид Александрович, Кузеевский избирательный округ № 143, Буздякский район
- Булгаков,  Марат Сахипович, Железнодорожный избирательный округ № 39, Советский район, г. Уфа
- Бурханшина Карима Тимергалеевна, Промышленный избирательный округ № 87, г. Стерлитамак
- Валиев,  Самат Фаттахович, Тряпинский избирательный округ № 109, Аургазинский район
- Валиев,  Зуфар Фаизович, Балтачевский избирательный округ № 118, Балтачевский район
- Валишин,  Шариф Ахметович, Зилаирский избирательный округ № 163, Зилаирский район
- Вахитов,  Шакир Казыханович, Кудеевский избирательный округ № 166, Иглинский район
- Веретенников,  Александр Павлович, Услинский избирательный округ № 219, Стерлитамакский район
- Веселов,  Семен Михайлович, Кузеевский избирательный округ № 143
- Вильданов,  Тимербулат Миниханович, Нарышевский избирательный округ № 69, г. Октябрьский
- Габбасов,  Фатих Ильясович, Новонагаевский избирательный округ № 178, Калтасинский район
- Габдуллина, Зайнап Магзумьяновна, Караидельский избирательный округ № 181, Караидельский район
- Газнанов,  Минияр Бахтиевич, Промысловый избирательный округ № 59, г. Ишимбай
- Галеев,  Ахтям Шакирович, Северный избирательный округ № 93, г. Туймазы
- Галеев,  Тарзиман Хабибрахманович, Старо-Тукмаклинский избирательный округ № 196, Кушнаренковский район
- Галиакберов,  Гайният Галимуллинович, Чишминский избирательный округ № 240, Чишминский район
- Галимов,  Валиахмет Гирфанович, Шахтерский избирательный округ № 63, г.Кумертау
- Галимханов,  Афган Галимханович, Нижнекарышевский избирательный округ № 120, Балтачевский район
- Галиуллин,  Ким Нигмаевич, Ташкиновский избирательный округ № 179, Калтасинский район
- Гареев,  Муса Гайсинович, Интернациональный избирательный округ № 6, Калининский район, г. Уфа
- Гареев,  Фарид Ахметшарипович, Старобазановский избирательный округ № 135, Бирский район
- Гарифуллин,  Шакир Нигаматьянович, Новоартаульский избирательный округ № 245, Янаульский район
- Гарифуллина Гайша Саитовна, Курдымский избирательный округ № 220, Татышлинский район
- Гаршин,  Михаил Григорьевич, Аслыкульский избирательный округ № 152, Давлекановский район
- Гатауллин,  Шаих Мурзинович, Калтасинский избирательный округ № 175, Калтасинский район
- Гаршин,  Виктор Федорович, Демский избирательный округ № 1, Демский район, г. Уфа
- Гильванов,  Ахмет-Султан Набиевич, Юмагузинский избирательный округ № 191, Кугарчинский район
- Гильмутдинова,  Залифа Салимгареевна, Ново-Александровский избирательный округ № 31, Орджоникидзевский район, г. Уфа
- Головинская, Роза Константиновна, Табынский избирательный округ № 150, Гафурийский район
- Голубев,  Борис Григорьевич, Кальтовский избирательный округ № 165, Иглинский район
- Громов, Александр Петрович, Архитектурный избирательный округ № 3, Калининский район, г. Уфа
- Гумерова,  Фахира Мухаметшариповна, Аскаровский избирательный округ № 97, Абзелиловский район
- Гумерова,  Аклима Шавалиевна, Менеузтамакский избирательный округ № 208, Миякинский район
- Гусева,  Нина Ивановна, Пугачевский избирательный округ № 231, Фёдоровский район
- Давлетбаев,  Далгат Шагимарданович, Салаватский избирательный округ № 44, Советский район, г. Уфа
- Дворовенко,   Лидия Васильевна, Октябрьский избирательный округ № 74, г. Салават
- Деев,  Геннадий Аркадьевич, Спортивный избирательный округ № 45, Советский район, г. Уфа
- Еникеев,  Рифхат Салихович, Дюртюлинский избирательный округ № 159, Дюртюлинский район
- Еремин,  Дмитрий Максимович, Строительный избирательный округ № 50, г. Белебей
- Ефремов,  Иван Павлович, Советский избирательный округ № 53, г. Белорецк
- Жданова,  Лидия Ивановна, Ашкадаровский избирательный округ № 217, Стерлитамакский район
- Загафуранов,  Файзрахман Загафуранович, Институтский избирательный округ № 28, Орджоникидзевский район, г. Уфа
- Зайнетдинов,  Юнер Зуферович, Южный избирательный округ № 90, г. Стерлитамак
- Закиров,  Рауф Абдулхакович, Центральный избирательный округ № 55, г. Белорецк
- Закиров,  Абдулла Валеевич, Туканский избирательный округ № 130, Белорецкий район
- Зверев,  Анатолий Васильевич, Инзерский избирательный округ № 128, Белорецкий район
- Згурский Иван Кондратьевич, Орджоникидзевский избирательный округ № 32, Орджоникидзевский район, г. Уфа
- Ибрагимова,  Насима Гатаулловна, Матросовский избирательный округ № 9, Калининский район, г. Уфа
- Ибрагимова,  Роза Галимхановна, Промышленный избирательный округ № 11, Калининский район, г. Уфа
- Игнатьева,  Зоя Степановна, Дзержинский избирательный округ № 20, Ленинский район, г. Уфа
- Идрисов,  Сагит Билалович, Чекмагушевский избирательный округ № 237, Чекмагушевский район
- Ильясов,  Тамерлан Габдульминович, Абдрашитовский избирательный округ № 99, Альшеевский район
- Имамов,  Раис Имамович, Акмурунский избирательный округ № 111
- Исламова,  Фаниля Хуснутдиновна, Рсаевский избирательный округ № 171, Илишевский район
- Исламова,  Люся Кавиевна, Салаватский избирательный округ № 214, Салаватский район
- Исламова,  Гуляндам Ситдиковна, Новотроицкий избирательный округ № 239, Чишминский район
- Исмагилов,  Абдулла Гиниятович, Насибашевский избирательный округ № 213, Салаватский район
- Исмагилова,  Маруся Владимировна, Чураевский избирательный округ № 206, Мишкинский район
- Исянаманов,  Мухамет Кутлугужиевич, Сибайский избирательный округ № 113, Баймакский район
- Ихсанова,  Минзуайра Наматовна, Комсомольский избирательный округ № 200, Мелеузовский район
- Ишмаев,  Афтах Гатиевич, Отрадинский избирательный округ № 193, Кумертауский район
- Кагиров,  Байтимер Хабибрахманович, Ахмеровский избирательный округ № 172, Ишимбайский район
- Камалов,  Минигалим Хазигалеевич, Кинзябулатовский избирательный округ № 173, Ишимбайский район
- Карамова,  Венера Гилязовна, Ленинский избирательный округ № 62, г. Кумертау
- Карипова,  Хусниямал Габдрахмановна, Каранский избирательный округ № 142, Буздякский район
- Карцев,  Евгений Васильевич, Нефтяной избирательный округ № 65, г. Нефтекамск
- Касимовский Борис Андреевич, Агардинский избирательный округ № 136, Благоварский район
- Катаевский Александр Германович, Ленинский избирательный округ № 84, г. Стерлитамак
- Кашанов,  Хажим Шагиевич, Тубинский избирательный округ № 114, Баймакский район
- Кашута Антонина Васильевна, Ульяновский избирательный округ № 35, Орджоникидзевский район, г. Уфа
- Кетова,  Александра Андреевна, Большеустьикинский избирательный округ № 202, Мечетлинский район
- Киекбаев,  Джелиль Гиниатович, Тукаевский избирательный округ № 18, Кировский район, г. Уфа
- Кирста Иван Петрович, Миякибашевский избирательный округ № 209, Миякинский район
- Клинов,  Иван Елизарович, Нефтепромысловый избирательный округ № 70, г. Октябрьский
- Клокова,  Елена Васильевна, Свердловский избирательный округ № 25, Ленинский район, г. Уфа
- Козлова,  Ольга Даниловна, Улу-Телякский избирательный округ № 168, Иглинский район
- Колмакова,  Антонина Петровна, Дуванский избирательный округ № 155, Дуванский район
- Комиссаров,  Василий Дорофеевич, Гагаринский избирательный округ № 26, Орджоникидзевский район, г. Уфа
- Корнилова,  Евгения Васильевна, Архангельский избирательный округ № 103, Архангельский район
- Коротков,  Федор Викторович, Благовещенский сельский избирательный округ № 139, Благовещенский район
- Коршунова,  Зоя Павловна, Булгаковский избирательный округ № 225, Уфимский район
- Кочин,  Байбулат Алтунбаевич, Нуримановский избирательный округ № 212, Нуримановский район
- Краев,  Дмитрий Васильевич, Железнодорожный избирательный округ № 81, г. Стерлитамак
- Кривошеев,  Василий Иванович, Ленинский избирательный округ № 68, г. Октябрьский
- Кубанская, Нина Ивановна, Приютовский избирательный округ № 49, г. Белебей
- Кузнецов,  Анатолий Васильевич, Калининский избирательный округ № 7, Калининский район, г. Уфа
- Кузнецов,  Константин  Петрович, Октябрьский избирательный округ № 56, г. Бирск
- Кузнецов,  Иван Павлович, Арсланский избирательный округ № 238
- Кузнецова,  Александра Борисовна, Коммунистический избирательный округ № 22, Ленинский район, г. Уфа
- Кусимов,  Тагир Таипович, Стерлинский избирательный округ № 88, г. Стерлитамак
- Кутушев,  Наиль Муллаянович, Аксаковский избирательный округ № 47, г. Белебей
- Латыпов,  Марат Ильясович, Миндякский избирательный округ № 95, г. Учалы
- Латыпов,  Гакиль Ильясович, Акьярский избирательный округ № 233, Хайбуллинский район
- Латышева,  Анна Федоровна, Октябрьский избирательный округ № 85, г. Стерлитамак
- Ломакин,  Павел Андреевич, Мавлютовский избирательный округ № 204, Мишкинский район
- Лусникова,  Нина Петровна, Яныбаевский избирательный округ № 126, Белокатайский район
- Лысенко,   Николай Трофимович, Мишкинский избирательный округ № 205, Мишкинский район
- Магиярова,  Мабрура Саитгалеевна, Заводской избирательный округ № 40, Советский район, г. Уфа
- Максютов,  Вильким Сабирович, Акмурунский избирательный округ № 111, Баймакский район
- Мальцева,  Прасковья Яковлевна, Первомайский избирательный округ № 86, г. Стерлитамак
- Махмудов,  Рашид Абдуллович, Исянгуловский избирательный округ № 162, Зианчуринский район
- Машкин,  Федор Иванович, Казадаевский избирательный округ № 218, Стерлитамакский район
- Мащенко,   Федор Иванович, Белебеевский избирательный округ № 48, г. Белебей
- Минибаев,  Хазгали Габдулгалеевич, Левобережный избирательный округ № 58, г. Ишимбай
- Мироненко,   Иван Кондратьевич, Строительный избирательный округ № 34, Орджоникидзевский район, г. Уфа
- Михайлова,  Зинаида Петровна, Фрунзенский избирательный округ № 19, Кировский район, г. Уфа
- Михеев,  Григорий Григорьевич, Менделеевский избирательный округ № 42, Советский район, г. Уфа
- Молодцова,  Раида Даниловна, Калинниковский избирательный округ № 134, Бирский район
- Мубарякова,  Шамсинур Касымовна, Учалинский сельский избирательный округ № 230, Учалинский район
- Муллагалямов,  Марат Сабитович, Восточный избирательный округ № 80, г. Стерлитамак
- Мулюкова,  Рашида Миннияхметовна, Челкаковский избирательный округ № 146, Бураевский район
- Мулюкова,  Сатира Кабировна, Араслановский избирательный округ № 215, Стерлибашевский район
- Мурманский Адольф Андреевич, Кош-Елгинский избирательный округ № 133, Бижбулякский район
- Мустафин,  Киям Халилович, Миякинский избирательный округ № 207, Миякинский район
- Мустафина, Фатыма Хамидовна, Поляковский избирательный округ № 229, Учалинский район
- Мухаметшин,  Закир Фазылович, Айбулякский избирательный округ № 244, Янаульский район
- Набиуллин,  Валей Габеевич, Красноключевский избирательный округ № 210, Нуримановский район
- Назмутдинов,  Назар Назмутдинович, Молодёжный избирательный округ № 73, г. Салават
- Нафиков,  Фасхтдин,  Ялалетдинович, Аксеновский избирательный округ № 100, Альшеевский район
- Немкова,  Татьяна Ивановна, Ленинский избирательный округ № 52, г. Белорецк
- Нигмаджанов,  Гильман Вильданович, Учалинский избирательный округ № 96, г. Учалы
- Никитин,  Геннадий Михайлович, Восточный избирательный округ № 72, г. Салават
- Николаев,  Владимир Петрович, Нефтехимический избирательный округ № 30, Орджоникидзевский район, г. Уфа
- Новоселова,  Екатерина Терентьевна, Аскинский избирательный округ № 105, Аскинский район
- Нуриев,  Зия Нуриевич, Баймакский избирательный округ № 112, Баймакский район
- Осипенко,   Леонид Иокинфович, Промышленный избирательный округ № 75, г. Салават
- Паршутин,  Николай Дмитриевич, Урмиязовский избирательный округ № 106, Аскинский район
- Пастушенко,   Валерий Михайлович, Инзерский избирательный округ № 128
- Петров,  Борис Ильич, Бурибаевский избирательный округ № 234, Хайбуллинский район
- Печатнов,  Олег Порфирьевич, Старо-Уфимский избирательный округ № 17, Кировский район г. Уфы
- Печников,  Иван Никитович, Месягутовский избирательный округ № 156, Дуванский район
- Питаева,  Роза Николаевна, Краснохолмский избирательный округ № 177, Калтасинский район
- Попова,  Татьяна Матвеевна, Мустафинский избирательный округ № 117, Бакалинский район
- Поройков,  Юрий Дмитриевич, Стерлибашевский избирательный округ № 216, Стерлибашевский район
- Посадский, Василий Петрович, Машиностроительный избирательный округ № 10, Калининский район, г. Уфа
- Рагозин,  Аркадий Павлович, Первомайский избирательный округ № 33, Орджоникидзевский район, г. Уфа
- Рафиков,  Сагид Рауфович, Тукаевский избирательный округ № 18
- Рафикова,  Галия Хайретдиновна, Аитовский избирательный округ № 131, Бижбулякский район
- Рахманов,  Талгат Лутфуллович, Андреевский избирательный округ № 169, Илишевский район
- Резяпов,  Мухамет Султанович, Николо-Березовский избирательный округ № 66, г. Нефтекамск
- Розанов,  Николай Константинович, Татышлинский избирательный округ № 221, Татышлинский район
- Рыленко,   Владимир Данилович, Янаульский избирательный округ № 247, Янаульский район
- Сабитов,  Маргам Карамович, Ишлинский избирательный округ № 107, Аургазинский район
- Садретдинов,  Абрар Масалимович, Лемез-Тамакский избирательный округ № 203, Мечетлинский район
- Садыков,  Мухаметгали Шамсутдинович, Саитбабинский избирательный округ № 149, Гафурийский район
- Сайфуллина Умминиса Кавыевна, Серменевский избирательный округ № 129, Белорецкий район
- Салахутдинова,  Зайнап Минахметовна, Зириклинский избирательный округ № 242, Шаранский район
- Салихова,  Халима Идятулловна, Языковский избирательный округ № 137, Благоварский район
- Сальникова,  Валентина Григорьевна, Уральский избирательный округ № 46, Советский район, г. Уфа
- Самсонов,  Александр Максимович, Камский избирательный округ № 64, г. Нефтекамск
- Сафиуллин,  Мадхат Абдуллинович, Серафимовский избирательный округ № 92, г. Туймазы
- Сахабутдинова,  Фаида Валетдиновна, Бик-Кармалинский избирательный округ № 153, Давлекановский район
- Саяпов,  Тимир Шаймухаметович, Байкибашевский избирательный округ № 180, Караидельский район
- Серазетдинов,  Анвар Гатич, Шакшинский избирательный округ № 227, Уфимский район
- Силаев,  Владимир Александрович, Центральный избирательный округ № 79, г. Сибай
- Сираев,  Анвар Ахметгалеевич, Мрясимовский избирательный округ № 182, Караидельский район
- Ситдиков,  Масалим Садыкович, Южный избирательный округ № 94, г. Туймазы
- Совина Тамара Сергеевна, Усень-Ивановский избирательный округ № 124, Белебеевский район
- Соколова,  Раиса Дмитриевна, Центральный избирательный округ № 60, г. Ишимбай
- Спатар Иван Парфенович, Ухтомский избирательный округ № 2, Демский район, г. Уфа
- Стариков,  Алексей Маркович, Щербаковский избирательный округ № 36, Орджоникидзевский район, г. Уфа
- Степанов,  Владимир Яковлевич, Турсагалинский избирательный округ № 110, Аургазинский район
- Субаев,  Фатых Юсупович, Радищевский избирательный округ № 15, Кировский район, г. Уфа
- Сулейманов,  Шариф Сулейманович, Старокалмашевский избирательный округ № 236, Чекмагушевский район
- Сулейманова,  Гузель Галеевна, Комсомольский избирательный округ № 67, г. Октябрьский
- Султанов,  Файзулла Валеевич, Красноусольский избирательный округ № 148, Гафурийский район
- Сурин,  Вениамин  Константинович, Тирлянский избирательный округ № 54, г. Белорецк
- Сюткина Вера Ивановна, Кельтеевский избирательный округ № 176, Калтасинский район
- Тагирова,  Амина Таиповна, Петровский избирательный округ № 174, Ишимбайский район
- Тагирова,  Роза Талиповна, Новокулевский избирательный округ № 211, Нуримановский район
- Тазиев,  Нурислам Исламович, Зирганский избирательный округ № 199, Мелеузовский район
- Таймасов,  Иван Григорьевич, Бижбулякский избирательный округ № 132, Бижбулякский район
- Тартыков,  Садык Насрутдинович, Давлекановский избирательный округ № 154, Давлекановский район
- Тверитинов,  Иван Дмитриевич, Шаранский избирательный округ № 243, Шаранский район
- Терегулов,  Гениятулла Нигаматуллович, Кандринский избирательный округ № 91, г. Туймазы
- Тимченко,   Григорий Матвеевич, Ермолаевский избирательный округ № 192, Кумертауский район
- Тутаева,  Клавдия Егоровна, Воскресенский избирательный округ № 198, Мелеузовский район
- Тухватуллина Клара Габдрахмановна, Раевский избирательный округ № 101, Альшеевский район
- Уметбаев,  Рамазан Гимранович, Володарский избирательный округ № 38, Советский район, г. Уфа
- Уразбахтин,  Нурулла Хабибрахманович, Инзерский избирательный округ № 104, Архангельский район
- Усманов,  Юнир Бариевич, Краснознаменский избирательный округ № 83, г. Стерлитамак
- Усманова,  Нафига Бакировна, Кировский избирательный округ № 13, Кировский район, г. Уфа
- Фаткуллин,  Хусаин,  Аглюльевич, Строительный избирательный округ № 76, г. Салават
- Фатхуллин,  Гафурьян Фатхинурович, Новобалтачевский избирательный округ № 119, Балтачевский район
- Федотов,  Геннадий Петрович, Мелеузовский избирательный округ № 201, Мелеузовский район
- Феоктистов,  Василий Степанович, Покровский избирательный округ № 140, Благовещенский район
- Фокин,  Борис Иванович, Советский избирательный округ № 57, г. Бирск
- Хабаров,  Александр Васильевич, Привокзальный избирательный округ № 43, Советский район, г. Уфа
- Хабибуллина Рабига Хисматовна, Новобалтачевский избирательный округ № 235, Чекмагушевский район
- Хабирова,  Бибиакрам Фазлыевна, Николаевский избирательный округ № 222, Туймазинский район
- Хазиев,  Гадиахмет Нуриахметович, Юго-Западный избирательный округ № 89, г. Стерлитамак
- Хазипов,  Газиз Залилович, Куручевский избирательный округ № 116, Бакалинский район
- Хайбуллин,  Газимулла Гайнуллинович, Маяковский избирательный округ № 41, Советский район, г. Уфа
- Хайдаров,  Рухльбаян Шайхлисламович, Тазларовский избирательный округ № 145, Бураевский район
- Хасаншин,  Гамбарис Талипович, Ермекеевский избирательный округ № 121, Белебеевский район
- Хафизов,  Ханиф Абуллович, Верхне-Яркеевский избирательный округ № 170, Илишевский район
- Хисматуллин,  Файзрахман Шайхитдинович, Ташбулатовский избирательный округ № 98, Абзелиловский район
- Ходосов,  Иван Григорьевич, Затонский избирательный округ № 21, Ленинский район, г. Уфа
- Хурамшин,  Талгат Закирович, Нефтезаводский избирательный округ № 29, Орджоникидзевский район, г. Уфа
- Черепенин,  Андрей Григорьевич, Железнодорожный избирательный округ № 61, г. Кумертау
- Шайдуллин,  Мидхат Идиятович, Услинский избирательный округ № 219
- Шайхлисламова,  Фляра Нигаматяновна, Суккуловский избирательный округ № 160, Дюртюлинский район
- Шакиров,  Мидхат Закирович, Аксеновский избирательный округ № 100
- Шакирьянов,  Масгутьян Шакирьянович, Бакалинский избирательный округ № 115, Бакалинский район
- Шалагин,  Николай Сергеевич, Белокатайский избирательный округ № 125, Белокатайский район
- Шамсутдинов,  Асгат Ахметович, Янгискаинский избирательный округ № 151, Гафурийский район
- Шарафутдинов,  Адгам Ганеевич, Байрамгуловский избирательный округ № 228, Учалинский район
- Шарипов,  Ахсан Шарипович, Кигинский избирательный округ № 188, Кигинский район
- Шарипова,  Фаузия Хамадьяровна, Центральный избирательный округ № 77, г. Салават
- Шарипова,  Лира Габдулловна, Толбазинский избирательный округ № 108, Аургазинский район
- Шепелева,  Зоя Ивановна, Нижегородский избирательный округ № 24, Ленинский район, г. Уфа
- Шепелева,  Вера Сергеевна, Бузовьязовский избирательный округ № 183, Кармаскалинский район
- Шишов,  Виктор Алексеевич, Российский избирательный округ № 12, Калининский район, г. Уфа
- Щебланова,  Елена Георгиевна, Западный избирательный округ № 82, г. Стерлитамак
- Юнусов,  Амирьян Галимьянович, Айский избирательный округ № 37, Советский район, г. Уфа
- Яйляуова,  Хайрманат Махмутовна, Юлдыбаевский избирательный округ № 164, Зилаирский район
- Якимов,  Владимир Николаевич, Ждановский избирательный округ № 5, Калининский район, г. Уфа
- Яковлев,  Михаил Владимирович, Старо-Сулинский избирательный округ № 123, Белебеевский район
- Янтилин,  Гузаир Зиганурович, Рудничный избирательный округ № 78, г. Сибай
- Ярлыкопов,  Абрар Бадретдинович, Комсомольский избирательный округ № 67
- Яхин,  Нурис Ахметович, Арслановский избирательный округ № 238, Чишминский район
- Яхина, Гаухар Шариповна, Кугарчинский избирательный округ № 189, Кугарчинский район